# Blekåstjärnen
Blekåstjärnen är en sjö i Krokoms kommun i Jämtland och ingår i Indalsälvens huvudavrinningsområde. Sjön har en area på 0,0898 kvadratkilometer och ligger 619,4 meter över havet.

## Delavrinningsområde
Blekåstjärnen ingår i det delavrinningsområde (705902-138640) som SMHI kallar för Ovan None. Medelhöjden är 606 meter över havet och ytan är 2,64 kvadratkilometer. Det finns inga avrinningsområden uppströms utan avrinningsområdet är högsta punkten. Vattendraget som avvattnar avrinningsområdet har biflödesordning 4, vilket innebär att vattnet flödar genom totalt 4 vattendrag innan det når havet efter 330 kilometer. Avrinningsområdet består mestadels av skog (69 procent), sankmarker (17 procent) och kalfjäll (11 procent). Avrinningsområdet har 0,09 kvadratkilometer vattenytor vilket ger det en sjöprocent på 3,4 procent.